# Mycobates monocornis
Mycobates monocornis är en kvalsterart som beskrevs av Aoki 1973. Mycobates monocornis ingår i släktet Mycobates och familjen Punctoribatidae. Inga underarter finns listade i Catalogue of Life.